# 張燕
張 燕 （ちょう えん、生没年不詳）は、中国後漢末期の武将。元の名は褚燕（）。字や渾名は飛燕。冀州常山郡真定県の人。子は張方（魏の平北将軍）。孫は張融。曾孫は張林。黒山賊（黒山軍）という100万の山賊や罪人などの集団を率いた頭領。

## 事跡
黄巾の乱が起こったとき、張牛角と共に盗賊団を結成し各地で暴れ回った。張牛角の死後はその後を継いで頭目となり、張姓に改めた。後漢朝廷は何度か黒山賊を鎮圧しようとしたが、鎮圧できなかった。そこで張燕は自ら帰順することにより徳を示したため、平難中郎将に任命され、人を孝廉に推挙する資格が与えられた。事実上の支配権容認だった。
董卓が後漢の実権を握ると、反董卓連合軍に参加した。その後、公孫瓚と手を結んで袁紹と争ったが、袁紹の下にいた呂布と戦って敗れ、軍勢を離散させられてしまった。官渡の戦いの2年後、袁紹が死去し袁氏が没落すると、曹操に降伏した。このとき、平北将軍の位を与えられている。
軍を率いては常に敏捷な動きを見せたため、飛燕と渾名された。
曾孫は晋に仕え、八王の乱の際は趙王司馬倫の簒奪に荷担した。しかし間もなく内輪もめで誅殺された。なお晋の巴西郡太守に同名の人物がいるが、別人である。また、八王の乱の際に名が窺える張方も、張燕の子とは別人である。